# Pan de Matera
El pan de Matera (en italiano, pane di Matera) es un pan de masa madre obtenido por método tradicional, típicamente elaborado por los panaderos de la provincia de Matera, en el sur de Italia. Es de variedades de trigo locales, como la Cappelli, así como el proceso artesanal, lo que le confieren su aroma, sabor y textura únicos. Además, este sistema evita el uso exclusivo de sémola de trigo duro.
En 2008, Pane di Matera obtuvo la certificación IGP europea. Esta protección regula su producción, conserva el uso de los ingredientes tradicionales y evita la degradación del proceso de fabricación.  

## Historia
El pan de Matera, con su sistema de procesamiento, tiene una larga tradición que se remonta por lo menos al Reino de Nápoles, como lo demuestran varias fuentes históricas. Siempre ha sido un alimento típico de la zona de Matera, donde tradicionalmente se da el cultivo de cereales, como también se desprende de varios testimonios artísticos y literarios que dan fe de la importancia y el culto del pan en la vida y la economía de todo este territorio. Particularmente evocador es el rito de los tres cortes impresos con el cuchillo de masa, que representaba a la Santísima Trinidad; gesto de profunda devoción con el que las familias agradecieron a Dios la oportunidad de aprovechar este bien primordial.

## Área de producción
La zona de producción del pan de Matera comprende todo el territorio de la provincia de Matera; sin embargo, el pan típico con forma de croissant se produce principalmente en los municipios de Matera, Montescaglioso, Irsina, Tricarico, Grassano y Grottole. En los municipios de Montalbano Jonico, Tursi y Pisticci se produce un pan de forma redonda, ligeramente diferente en sabor y textura al típico pan de Matera.

## Características del pan
El pan de Matera debe tener las siguientes características:
- Forma de croissant o de pane alto;
- Peso de 1-2 kg;
- Espesor de la corteza de al menos 3 mm;
- Miga de color amarillo pajizo con alveolación característica;
- Humedad no superior al 33%.

La elección de variedades antiguas de trigo, que conservan, en su herencia genética, características no presentes en otras, da lugar a harinas que transfieren el sabor y sabor únicos que lo distinguen al pan. Suma el proceso de elaboración y, en concreto, la creación de la levadura madre, que, producida con fruta fresca, aporta más y particulares sensaciones gustativas.

## Producción
El producto se obtiene mediante el antiguo proceso de elaboración que implica el uso de levadura madre, sémola de trigo duro, sal y agua. Parte de la sémola que se utilizará para la producción debe provenir de variedades antiguas cultivadas en la provincia de Matera como Cappelli, Duro Lucano, Capeiti o Appulo. Se puede cocinar tanto en horno de leña como en horno de gas. El producto obtenido, gracias a los ingredientes empleados y a la especificidad del proceso de fabricación, se caracteriza por un color amarillo, una porosidad típica y muy desigual (con poros, en el interior del pan, que varían en diámetro desde 2–3 mm hasta 60 mm), y un sabor y olor muy característicos. La vida útil del pan así obtenido puede alcanzar los 7 días para las piezas de 1 kg y los 9 días para las piezas de 2 kg.